# Криптовирология
Криптовирология (макаронизм от др.-греч. κρυπτός «скрытый» и лат. virus «вирус») — это дисциплина, которая изучает как использовать криптографию разработки и криптоанализа вредоносного программного обеспечения. Понятие криптовирологии зародилось, когда было обнаружено, что шифрование с открытым ключом может использоваться для создания вредоносного программного обеспечения.
Дисциплина также охватывает скрытые атаки вредоносного ПО, в которых злоумышленник незаметно крадет конфиденциальную информацию, такую как например: симметричные ключи, закрытые ключи, состояние PRNG. Примерами таких скрытых атак являются асимметричные бэкдоры. Асимметричный бэкдор — это бэкдор (например, в криптосистеме), который может использоваться только злоумышленником, даже после его обнаружения. Это контрастирует с традиционным бэкдором, который является симметричным, то есть любой, кто находит его, может его использовать.
Клептография, подполе криптовирологии, — это исследование асимметричных бэкдоров в алгоритмах генерации ключей, алгоритмах цифровой подписи, обмене ключами, генераторах псевдослучайных чисел, алгоритмах шифрования и других криптографических алгоритмах. Известный пример асимметричного бэкдора — это бэкдор в генератор псевдослучайных чисел Dual EC DRBG.

## История
Первая криптовирологическая атака была придумана Моти Юнгом и Адамом Янгом, и была ими названа «криптовирологическим вымогательством», она была представлена в 1996 на конференции IEEE Security & Privacy. Эта работа и создала термин «криптовирология», которым называют те направления, которые исследуют, как методы шифрования используются в вредоносном программном обеспечении. Уже тогда была описана отдаленно похожая на сегодняшнюю схема работы вредоносного программного обеспечения, использующего методы симметричного шифрования. Современные криптовирусы кроме симметричного шифрования используют ещё и асимметричное шифрование. Много лет спустя СМИ стали называть криптовирусное вымогательство Ransomware (от англ. «ransom» — выкуп и «software»). В 2016 году криптовирологические атаки на поставщиков медицинских услуг достигли уровня эпидемии, в результате чего Департамент здравоохранения и социальных служб США выпустил информационный бюллетень о Ransomeware и HIPAA. Калифорния приняла закон, по которому требование выкупа за расшифровку данных, зашифрованных злонамеренно, считается уголовным преступлением.
Долгое время бытовало ошибочное мнение, что криптовирология в основном касается вымогательств. Фактически, подавляющее большинство криптовирологических атак являются скрытыми по своей природе. Это заблуждение начало исчезать в 2013 году после того, как выяснилось, что Dual EC DRBG является криптовирусной атакой, которая скрывает внутреннее состояние генератора псевдослучайных чисел.

## Что такое криптовирус
В компьютерной безопасности криптовирус определяется как компьютерный вирус, который содержит и использует открытый ключ. Обычно открытый ключ принадлежит автору вируса, хотя есть и другие варианты. Например, вирус или червь могут генерировать и использовать свою собственную пару ключей во время выполнения. Криптовирусы могут использовать секретный канал, чтобы скрыть информацию и могут общаться между собой.

## Схема работы криптовируса
Криптовирус, крипточервь или криптотроян содержат публичный ключ с помощью которого шифруются данные на компьютере жертвы методом асимметричной криптографии. Затем криптовирус требует у жертвы деньги за расшифровку данных. После получения денег, злоумышленник отправляет жертве свой приватный ключ, которым жертва расшифровывает зашифрованные криптовирусом данные. Тривиальный недостаток данного метода в том, жертва может сообщить, например в Интернете, другим зараженным данным криптовирусом приватный ключ, что освободит их от необходимости платить за него создателю вируса. Поэтому уже тогда в 1996 Моти Юнг и Адам Янг предположили, что криптовирусы будущего будут использовать методы симметричного и асимметричного шифрования по такому методу : злоумышленник создает, например RSA пару ключей (публичный-приватный), криптовирус на компьютере жертвы генерирует случайный тайный ключ, тайным ключом шифруются данные жертвы. Затем тайный ключ шифруется публичным ключом. Для расшифровки данных, жертве нужно заплатить денег злоумышленнику за расшифровку сгенерированного вирусом тайного ключа приватным ключом злоумышленника.

## Примеры известных криптовирусов
Первый вирус с шифрованием появился за 7 лет до работ Моти Юнга и Адама Янга в 1989 году. Троянский конь AIDS модифицировал файл AUTOEXEC.BAT, ждал до 90 загрузок системы и шифровал имена всех файлов на диске C. Затем пользователь получал требование выслать деньги на абонентский ящик в Панаме. 11 декабря 1989 года порядка двадцати тысяч конвертов, содержащих внутри пятидюймовую дискету AIDS Information Version 2.00, попали в почтовую службу Лондона. Вложенный в конверт буклет призывал получателей вставить дискету в компьютер и установить программный пакет. Куда более мелкими буквами на обратной стороне было указано, что в рамках лицензионного соглашения пользователь должен заплатить 189 или 389 долларов США. Это требование и всплывало после 90 перезагрузок. AIDS напоминает современные криптовымогатели лишь отдалённо: он шифрует не данные, а названия папок.
Первые заметные вирусы с шифрованием файлов на диске начали появляться в середине нулевых: PGPCoder, Archiveus, Cryzip и прочие. Зарабатывать они пытались по-разному: кто-то просил перевести средства на аккаунт E-gold или Liberty Reserve (ныне покойные платёжные системы, известные популярностью среди киберпреступников), кто-то пускался в экзотику. К примеру, Archiveus шифровал содержимое папки «Мои документы» и просил покупать товары в определённой онлайн-аптеке для получения пароля.
Всем этим экземплярам не хватало нескольких факторов. Нескольких технологий, которые задумывались как полезные и удобные, но были использованы в преступных целях. Это распределённые криптографические системы для анонимных платежей с высокой степенью анонимности — Bitcoin и его клоны. Это полностью анонимные сети — Tor и I2P, которые позволяют надёжно скрыть в даркнете реальное местоположение командных серверов. Наконец, на руку криптовирусам сыграли развитие алгоритмов файлового шифрования, рост процессорной мощности компьютеров и наличие на них постоянного подключения к Интернету.
В 2013 году по миру начал шагать CryptoLocker. С помощью Tor троян соединялся с одним из командных серверов, получал от него 2048-битный публичный ключ RSA для шифрования 256-битного ключа AES-шифрования файлов и требовал оплаты в размере 300—400 долларов или евро несколькими способами, в том числе биткойнами. Технические характеристики сети Bitcoin позволяют отследить, сколько монет находится на любом кошельке. Так исследователи сайта ZDNet отследили четыре кошелька и посчитали, что злоумышленники получили за три месяца десятки миллионов долларов. Опрос Кентского университета среди британцев выявил удивительно высокий процент заплативших: среди заражённых CryptoLocker — примерно 41 %, других разновидностей криптовымогателей — порядка 30 %.
CryptoLocker вызвал волну последователей и подражателей: Locker, CryptoLocker.F, TorrentLocker, CryptoWall и так далее. Сегодня трояны-вымогатели продают и предоставляют в аренду. Их создатели начали включать творческую жилку в оформлении требования о платеже: Jigsaw удаляет файлы раз в час, грозя образом персонажа из триллеров «Пила». Вирус Ranscam просто эксплуатирует репутацию «продукта» и лишь удаляет файлы, но всё равно требует деньги.

## Другие способы использования криптографических вредоносных программ
Помимо криптовирусного вымогательства существуют и другие потенциальные возможности использования криптовирусов. Они используются в вытесняемом пароле, используемом с криптоконтактами, используется для получения скрытой информации и используется в защищённой связи между различными экземплярами распределённого криптовируса.

## Роль криптовирологии в информационной войне
В информационной войне будущего победить смогут только те страны, которые занимают ведущие позиции в криптовирологических технологиях и мерах их противодействию. Криптовирологические технологии могут быть использованы для создания паники с использованием таких методов, как создание ложной ядерной тревоги, могут быть использованы для блокировки и шифрования военных баз данных вражеских стран. Также с помощью криптовирологической атаки можно сбить связь в сетях врагов нации, вызвав атаки типа «отказ в обслуживании» (DoS) в больших масштабах.

## Меры противодействия
Существует несколько мер, которые можно предпринять, чтобы значительно снизить риск нападения или заражения криптовирусом. Многие из атак можно избежать с помощью существующих антивирусных механизмов и инструментов, поскольку криптовирусы распространяются так же, как и традиционные вирусы. Первым шагом к этому является внедрение механизмов и схем обнаружения вирусов перед заражением или сразу после проникновения в систему.
1. Прямой мониторинг памяти необходим, чтобы поймать самополиморфное шифрование криптовируса[15].
2. Использование только пароля недостаточно для безопасной аутентификации хоста. Лучше использовать двухуровневую аутентификацию, сначала с биометрическим объектом, таким как отпечаток пользователя или сканирование диафрагмы, а после с использованием пароля[16].
3. Использования современного антивируса с регулярно обновляемой базой данных о вирусах, поскольку криптовирусы распространяются подобно обычным вирусам[15].
4. Существуют сильные криптографические методы и хорошие генераторы псевдослучайных чисел, такие как True Random Bit Generator (TRBG), что делает вирус более простым в реализации и быстрым в выполнении, если код оптимизирован. Использование мощных криптографических инструментов в операционных системах может повысить безопасность системы, но делает систему уязвимой, поскольку вирусы могут вызывать эти процедуры операционной системы для злонамеренной цели. Следовательно, необходимо отслеживать процессы, вызывающие криптографические процедуры, и предпринимать попытки предотвращать и блокировать процессы, которые не имеют достаточных прав доступа для вызова криптографических процедур[17].
5. Использование системы обнаружения вторжений и брандмауэра для защиты хоста в сетевой системе и автономных системах[17]

## Создание криптовирусов
Для успешного написания криптовируса необходимы подробные знания различных криптографических примитивов, таких как генератор случайных чисел, правильные рекомендуемые режимы шифрования текста и т. д. Неправильный выбор может привести к худшей криптографической стойкости. Таким образом, использование ранее существовавших подпрограмм было бы идеальным. Microsoft CryptoAPI (CAPI), является возможным инструментом. Было продемонстрировано, что с использованием всего 8 различных вызовов этого API криптовирус может удовлетворить все свои потребности в шифровании.